# Vika socken
Vika socken ligger i Dalarna, uppgick 1967 i Falu stad och området är sedan 1971 en del av Falu kommun, från 2016 inom Vika distrikt och Hosjö distrikt.
Socknens areal är 212,80 kvadratkilometer, varav 177,90 land. År 2020 fanns här 5 117 invånare. Tätorten och kyrkbyn Vika med sockenkyrkan Vika kyrka ligger i socknen. 

## Administrativ historik
Vika socken har medeltida ursprung. Under 1300-talet utbröts Hosjö församling.
Vid kommunreformen 1862 övergick socknens ansvar för de kyrkliga frågorna till Vika församling och Hosjö församling och för de borgerliga frågorna till Vika landskommun. Landskommunen uppgick 1967 i Falu stad som 1971 ombildades till Falu kommun. Församlingarna sammanslogs 2012 till Vika-Hosjö församling.
1 januari 2016 inrättades distrikten Vika och Hosjö, med samma omfattning som motsvarande församling hade 1999/2000, och vari detta sockenområde ingår.
Socknen har tillhört fögderier, tingslag och domsagor enligt vad som beskrivs i artikeln Dalarna. De indelta soldaterna tillhörde Dalregementet och Gustafs kompani.

## Geografi
Vika socken ligger sydost om Falun öster om sjön Runn och kring Vikasjön. Socknen är en odlingsbygd vid sjöarna i väster och söder och skogsbygd i norr och öster med höjder som når över 300 meter över havet.

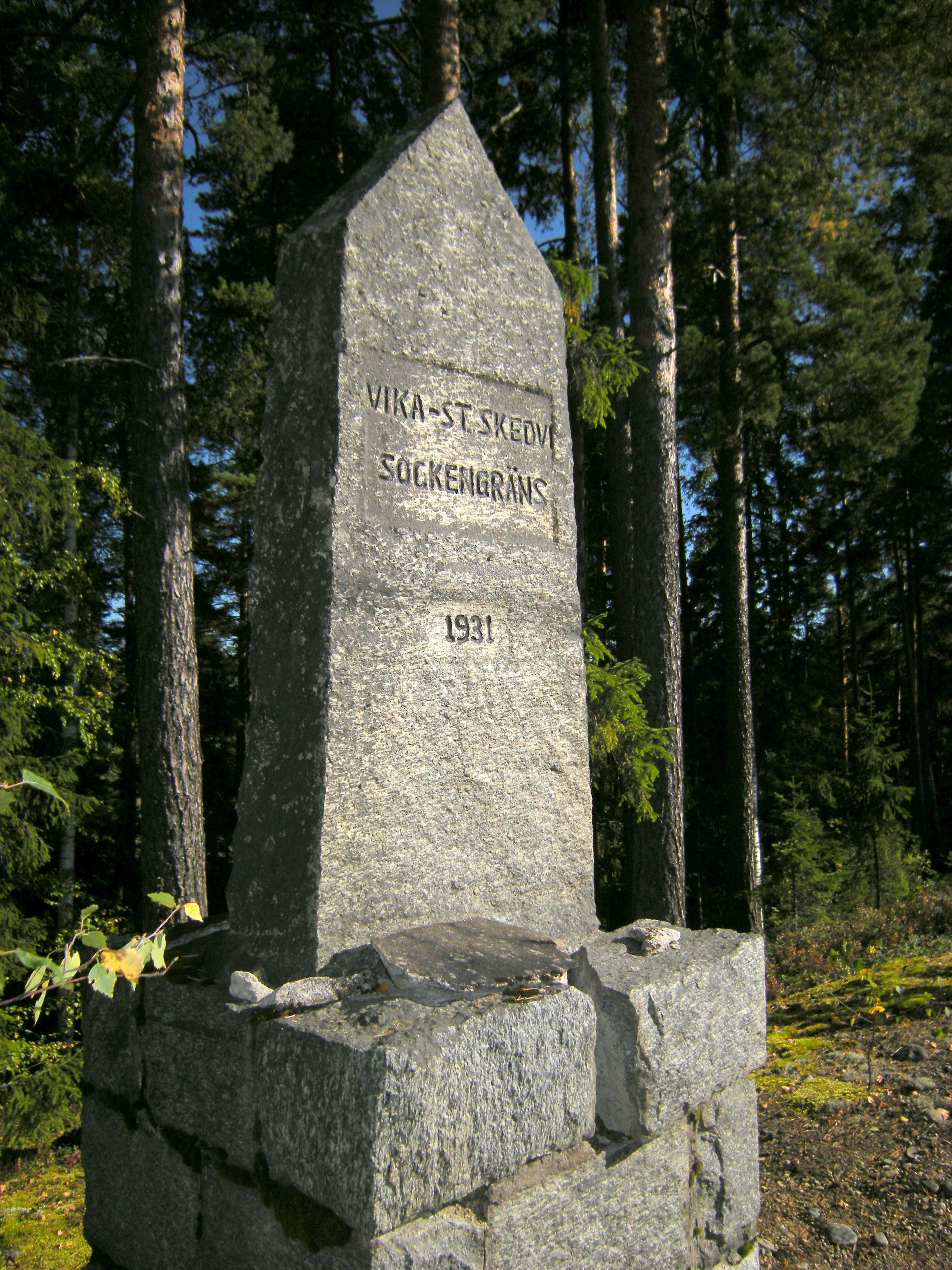
Sten som visar gränsen mellan Vika och Stora Skedvi socknar.

## Fornlämningar
Lösfynd från stenåldern och gravrösen från senare tid är funna.

## Namnet
Namnet (1357 Wika) kommer från kyrkbyn och syftar på Vikasjöns nordligaste vik vid kyrkan.

## Befolkningsutveckling
| Befolkningsutvecklingen i Vika socken 1750–2020 | Befolkningsutvecklingen i Vika socken 1750–2020 | Befolkningsutvecklingen i Vika socken 1750–2020 | Befolkningsutvecklingen i Vika socken 1750–2020 | Befolkningsutvecklingen i Vika socken 1750–2020 |
| --- | ----------------------------------------------- | ----------------------------------------------- | ----------------------------------------------- | ----------------------------------------------- |
| |                                                 |                                                 |                                                 |                                                 |
| År |                                                 |                                                 | Folkmängd                                       |                                                 |
| 1750 | 1750                                            |                                                 | 1 391                                           |                                                 |
| 1760 | 1760                                            |                                                 | 1 451                                           |                                                 |
| 1769 | 1769                                            |                                                 | 1 486                                           |                                                 |
| 1780 | 1780                                            |                                                 | 1 594                                           |                                                 |
| 1790 | 1790                                            |                                                 | 1 505                                           |                                                 |
| 1800 | 1800                                            |                                                 | 1 582                                           |                                                 |
| 1810 | 1810                                            |                                                 | 1 561                                           |                                                 |
| 1820 | 1820                                            |                                                 | 1 620                                           |                                                 |
| 1830 | 1830                                            |                                                 | 1 629                                           |                                                 |
| 1840 | 1840                                            |                                                 | 1 590                                           |                                                 |
| 1850 | 1850                                            |                                                 | 1 707                                           |                                                 |
| 1860 | 1860                                            |                                                 | 2 008                                           |                                                 |
| 1870 | 1870                                            |                                                 | 2 764                                           |                                                 |
| 1880 | 1880                                            |                                                 | 3 505                                           |                                                 |
| 1890 | 1890                                            |                                                 | 3 925                                           |                                                 |
| 1900 | 1900                                            |                                                 | 3 606                                           |                                                 |
| 1910 | 1910                                            |                                                 | 3 811                                           |                                                 |
| 1920 | 1920                                            |                                                 | 3 601                                           |                                                 |
| 1930 | 1930                                            |                                                 | 3 321                                           |                                                 |
| 1940 | 1940                                            |                                                 | 2 988                                           |                                                 |
| 1950 | 1950                                            |                                                 | 3 068                                           |                                                 |
| 1960 | 1960                                            |                                                 | 3 506                                           |                                                 |
| 1970 | 1970                                            |                                                 | 3 618                                           |                                                 |
| 1980 | 1980                                            |                                                 | 4 165                                           |                                                 |
| 1990 | 1990                                            |                                                 | 4 798                                           |                                                 |
| 2010 | 2010                                            |                                                 | 5 198                                           |                                                 |
| 2020 | 2020                                            |                                                 | 5 117                                           |                                                 |
| Anm: Inkluderar Hosjö kapell. Källor: Umeå universitet - Tabellverket 1749-1859, Demografiska databasen, CEDAR, Umeå universitet, Befolkning per församling, Folkmängden per distrikt, landskap, landsdel eller riket efter kön. År 2015 - 2022. |                                                 |                                                 |                                                 |                                                 |